# グラーフ＝ライネ
グラーフ＝ライネ（Graaff-Reinet）は、南アフリカ共和国の都市。東ケープ州に属する。人口は80,776人。オランダ統治時代からの古い町であり、オランダ東インド会社のケープ植民地における4番目の拠点であった。

## 歴史
グラーフ＝ライネは1786年、カルー地方に進出したボーア人たちの拠点としてオランダ東インド会社によって建設された。東インド会社の拠点としては、ケープタウン、ステレンボッシュ、スウェレンダムに次ぐ4番目の開拓拠点であり、拠点中で最も東、ボーア人の進出限界近くにあった。グラーフ・ライネという地名は、建設当時のケープ総督であったコルネリス・ヤコブ・ファン・デ・グラーフと、彼の妻であるライネの名にちなんでつけられた。
グラーフ・ライネにはラントドロスト（地区行政長）が置かれ、この広大な地方に薄く広く広がったトレックボーアたちを統括した。1793年には、グラーフ・ライネ地区（市ではない）の市民は3,100人であった。グラーフ・ライネ地区は東のコーサ人との国境地区であり、1779年以来いさかいが絶えなかったが、東インド会社は充分な支援をしなかったため、1795年にトレックボーアの有力な市民がラントドロストを追放し、共和国を宣言した。ケープタウンの当局はこれを鎮圧しようとしたもののケープ植民地自体がイギリスに占領されたため実現せず、グラーフ・ライネ共和国は1799年まで存続した。1799年に共和国は崩壊し、指導者であったマルティヌス・プリンスローと19人の指導者たちはキャッスル・オブ・グッドホープへと収監された。
1801年には反乱が再燃したが、このときはF・ダンダス総督の融和策により、ほどなくして収束した。

## 地理

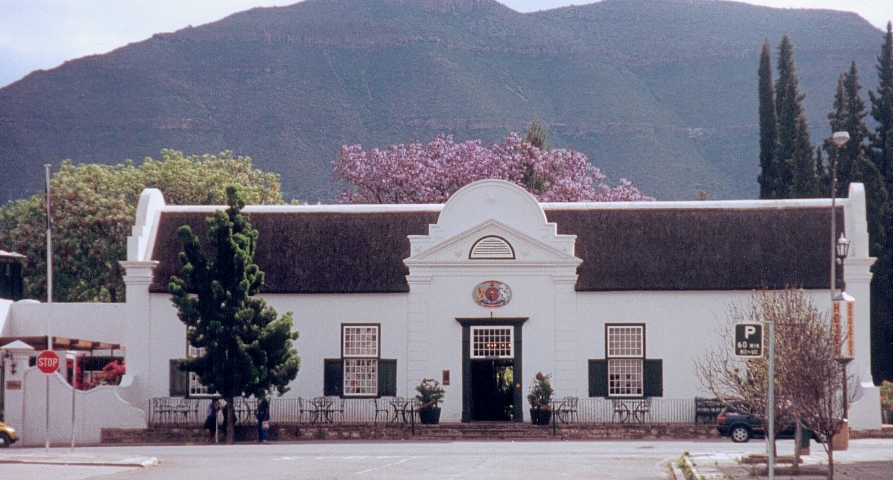
ドロスディ・ホテル

グラーフ・ライネは標高750メートル、カルー盆地にあり、サンデーズ川に取り囲まれるようにして街が広がっている。街はカムデブー国立公園に囲まれており、近郊の荒廃の谷間などを訪れる観光客も多い。また、1805年に建設された地方役場をホテルに改装したドロスディ・ホテルやライネハウス博物館、オランダ改革派教会の教会など観光名所も多い。グラーフ・ライネは近隣の畜産物の集散地でもあり、モヘアや羊、ダチョウなどが盛んに取引されている。